# Museum der israelischen Luftwaffe
Das Museum der israelischen Luftwaffe befindet sich am Rande des Militärflugplatzes Chazerim im nördlichen Negev.
Das Museum wurde 1977 eröffnet und ist seit 1991 öffentlich zugänglich. Die Exponate umfassen alle seit der Gründung der israelischen Luftwaffe genutzten Luftfahrzeuge, Drohnen sowie Fliegerabwehrmittel und Radarsysteme.

## Exponate
- IAI Kfir C.2/C.7
- IAI Lavy
- IAI Nesher
- Avia S-199
- Douglas A-4 „Ayit“ („Skyhawk“)
- McDonnell Douglas F-4E „Phantom II“
- McDonnell Douglas RF-4 „Kurnas“ (Phantom II)
- McDonnell Douglas F-15A "Baz („Eagle“)
- Grumman E-2 „Hawkeye“
- Boeing KC-97
- Boeing 707
- Mikojan-Gurewitsch MiG-21F-13
- Mikojan-Gurewitsch MiG-17
- Sikorsky S-65 CH-53A „Stallion“
- Bell AH-1S „Cobra“
- Bell 205/206
- Bell 212 „Iroquois“

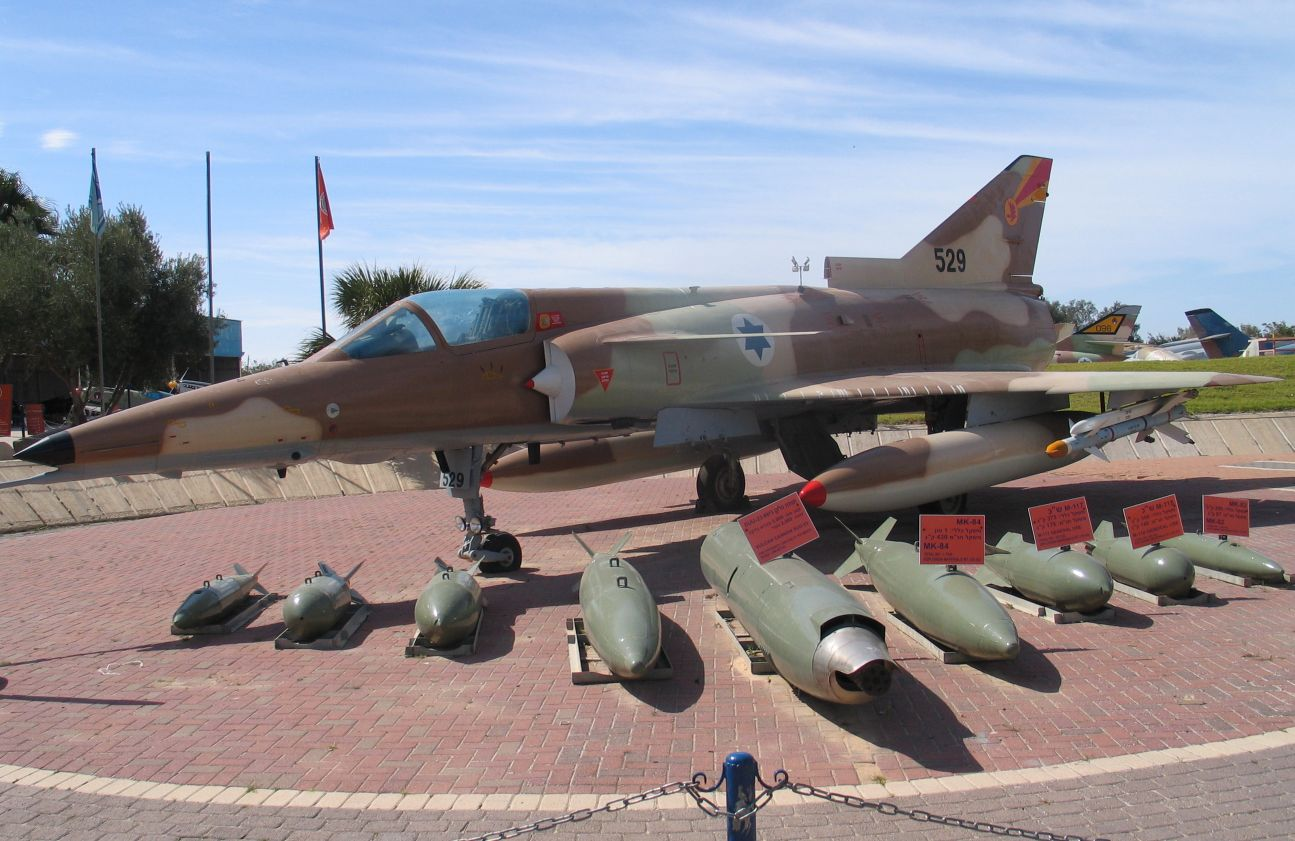
Ausgestellte IAI Kfir, Nachbau der Mirage 5
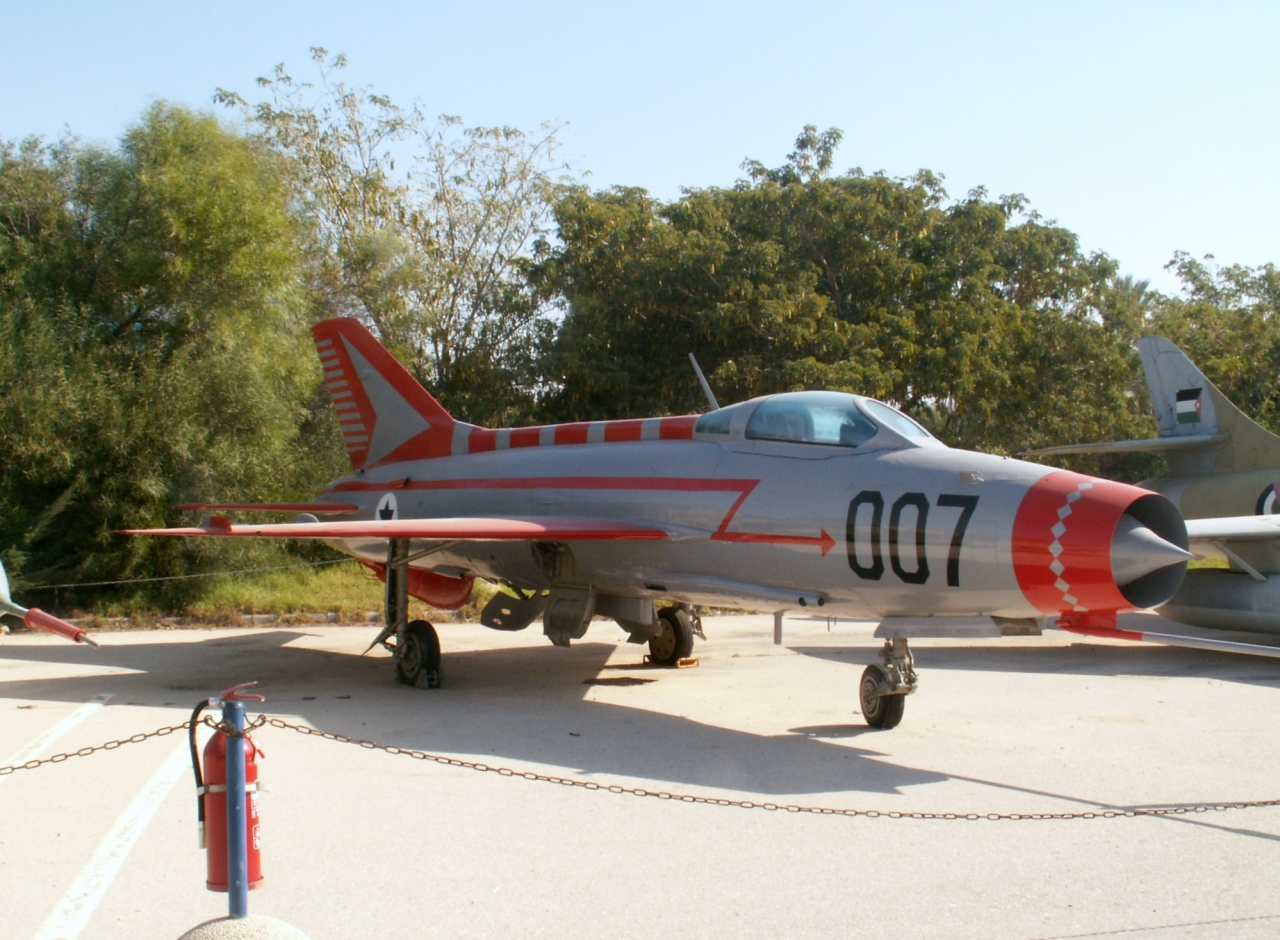
Eine 1966 aus dem Irak desertierte MiG-21
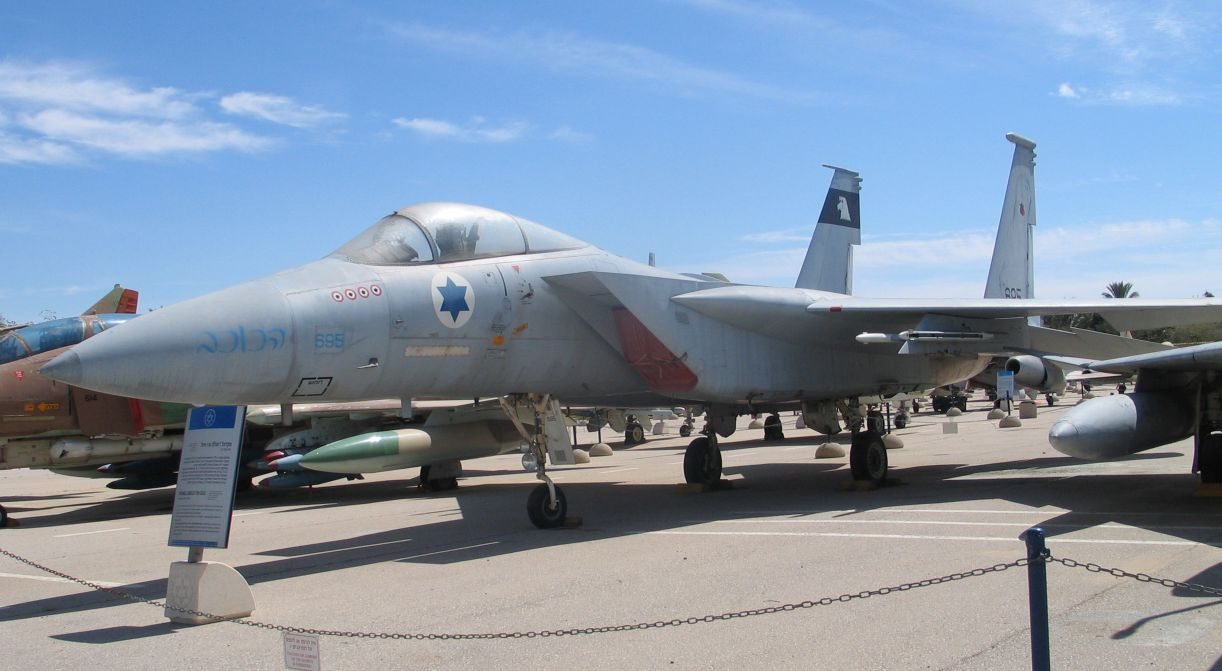
Israelische F-15A mit vier syrischen Abschuss-Markierungen
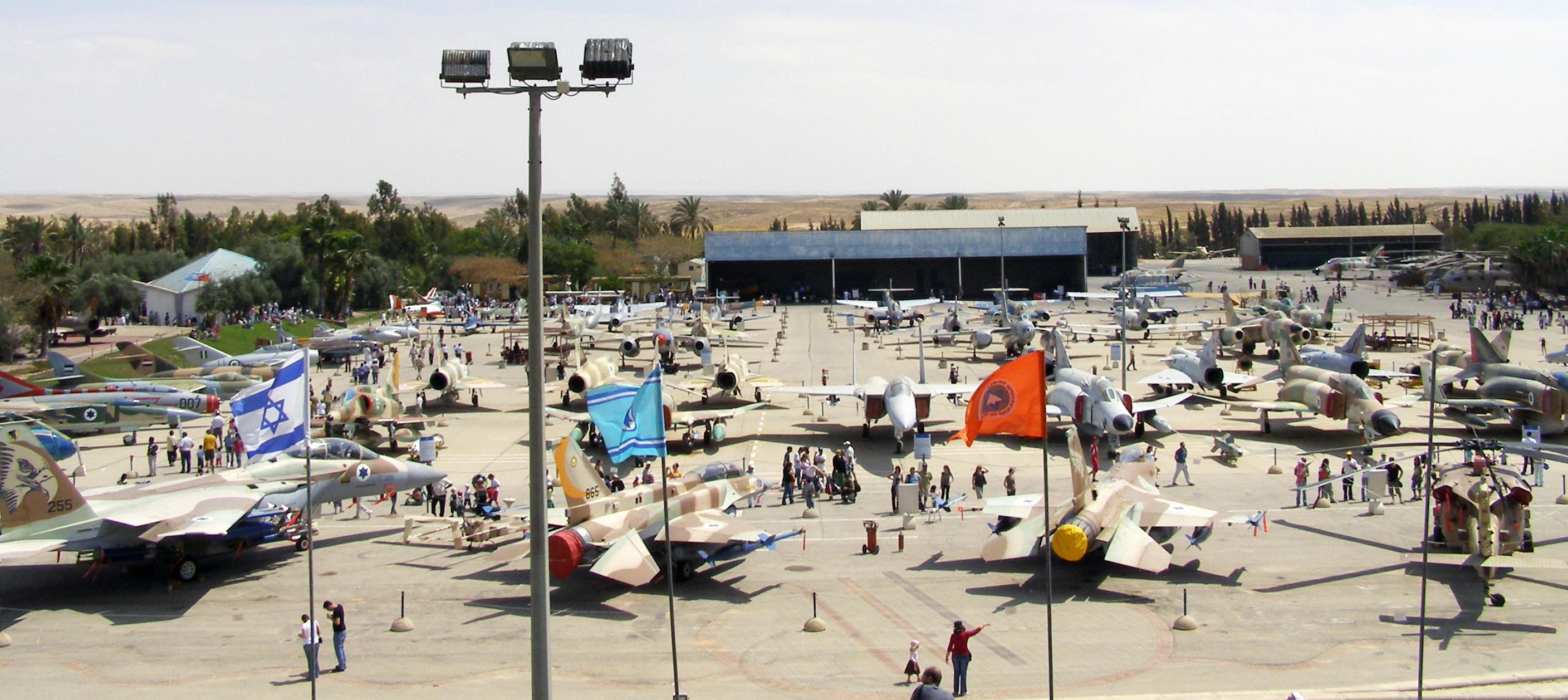
Das Museum 2008 am Unabhängigkeitstag, vorne: aktives Fluggerät
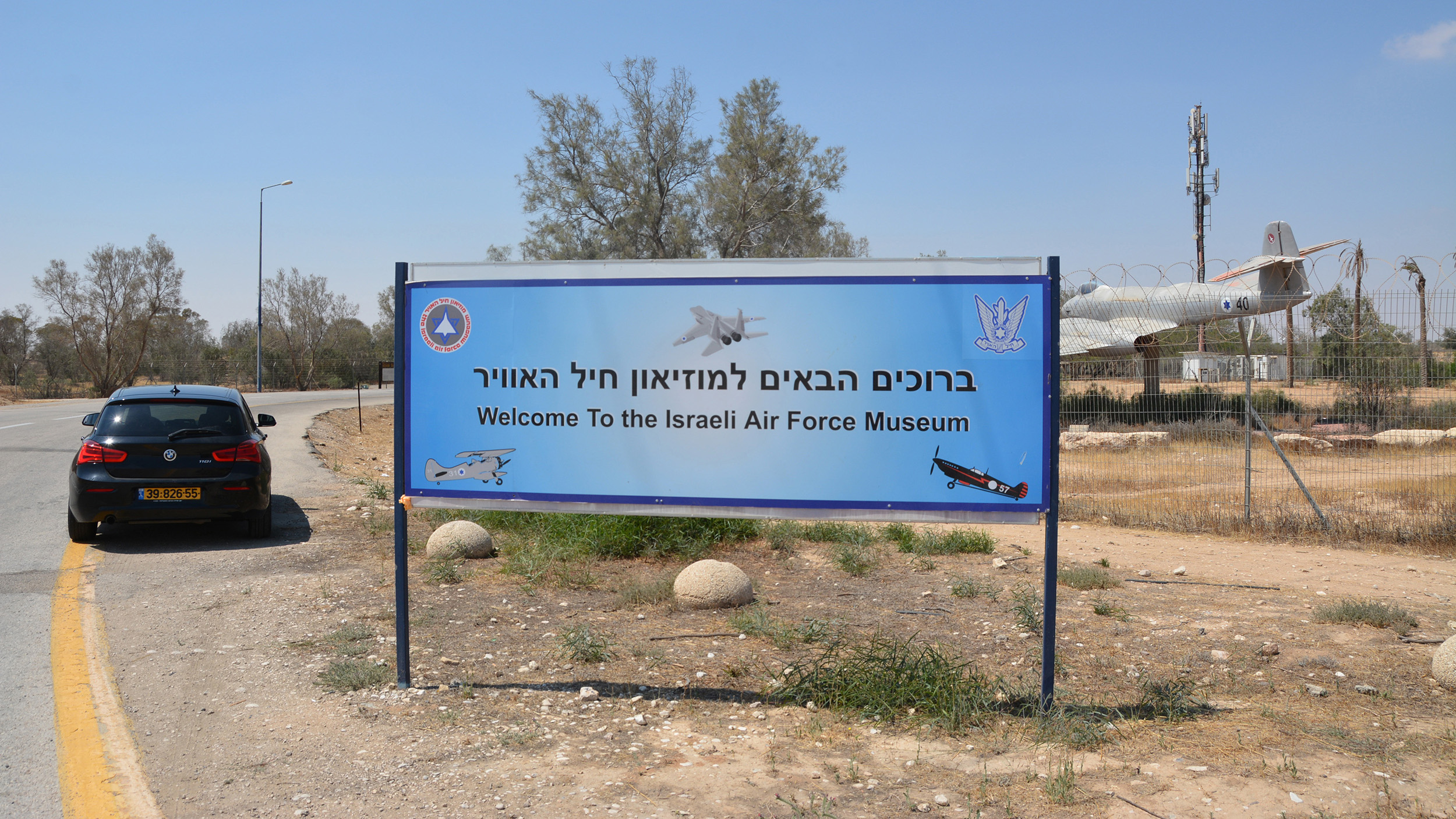
Willkommen im IAF Museum bei Chazerim